# Casa del Pueblo (Bruselas)
La Casa del Pueblo de Bruselas era un edificio de estilo art nouveau construido por el arquitecto Victor Horta para el Partido Obrero Belga, que deseaba disponer de un gran espacio de encuentro en el centro de la ciudad.

## La construcción
Victor Horta recibió del Partido Obrero Belga la misión de construir este grandioso edificio en la plaza Émile Vandervelde. En la obra le ayudó Richard Pringiers (1869-1937), que se convertiría en el arquitecto titular del Partido Socialista Belga.
A pesar del terreno estrecho, irregular e inclinado, Horta consiguió realizar un edificio notable, que albergaba diversas funcionalidades: oficinas, sala de reunión, tiendas, cafetería, sala de espectáculos... El edificio se construyó con más de 600 toneladas de acero, en las que trabajaron 15 artesanos durante 18 meses. Horta dibujó al menos 8500 m² de planos para esta construcción, que se prolongó de 1896 a 1898. El edificio fue inaugurado en 1899 en presencia de Jean Jaurès. La combinación experimental de ladrillo, cristal y acero, hizo que se considerase una obra maestra, ejemplo de la arquitectura moderna.

## La demolición
La Casa del Pueblo de Bruselas fue demolida en 1965, a pesar de las fuertes protestas internacionales, entre ellas, la moción aprobada por unanimidad en el Congreso Internacional de Arquitectos, reunido en Venecia en 1964, que no consiguieron hacer cambiar de idea al entonces alcalde de Bruselas, Lucien Cooremans.
En el emplazamiento de la Casa del Pueblo, se erigió en 1966 una torre de 26 plantas, llamada «Torre Blaton», por el nombre del empresario que la construyó. La pérdida de la Casa del Pueblo responde a la tendencia llamada «bruselización», término que describe el desarrollo urbanístico incontrolado en el centro histórico de las ciudades.

## Almacenamiento en Tervuren
En realidad, la obra de Horta no se derribó en el sentido estricto de la palabra: los que se oponían a su demolición consiguieron que una parte de la Casa del Pueblo (la cafetería, la gran sala de espectáculos y la sala Mateoti) fuera desmontada gracias a una subvención de tres millones de francos del estado belga, y que las piezas se numeraran en previsión de una eventual reconstrucción.
Los bloques de piedra y las estructuras metálica se almacenaron en Tervuren, pero la reconstrucción nunca se llevó a cabo.

## La segunda muerte de la Casa del Pueblo en Jette
En los años 80, el ayuntamiento de Jette (municipio del noroeste de Bruselas) lanzó un ambicioso proyecto de espacio verde, el «parque Rey Balduino», que hubiera unido el bosque de Laarbeek y el bosque de Poelbosch.
En el marco de este proyecto, el ayuntamiento de Jette deseaba erigir un pabellón Horta con una parte de los materiales de la Casa del Pueblo, almacenados en Tervuren desde hacía 20 años. Así, el ayuntamiento adquirió una parte de los vestigios de la Casa del Pueblo y los hizo trasladar a la ubicación del futuro parque Rey Balduino.
Pero al contrario que en Tervuren, donde los vestigios se habían guardado en un almacén, el ayuntamiento de Jette los dejó a la intemperie, a merced de la lluvia y el mal tiempo. Por falta de presupuesto el proyecto se estancó: los elementos metálicos de la gran obra de Victor Horta (vigas, forjados...) comenzaron a oxidarse en los campos donde los habían abandonado.
El escándalo llegó a su punto álgido cuando un estafador, haciéndose pasar por el propietario de las piezas metálicas, vendió una parte a un chatarrero.

## El paso por Gante
En 1988, los restos de la Casa del Pueblo fueron ofrecidos al Museo de Arqueología Industrial y Textil (MIAT) de Gante, la ciudad natal de Victor Horta.
En 1991, una parte de las forjas fue restaurada y reconstruida en la esposición Flanders Technology. Tras esta exposición, la ciudad de Gante guardó las piezas en un hangar situado cerca del centro de exposiciones  Flanders Expo.
Más tarde, por falta de los medios financieros necesarios para la construcción de un «Pabellón Horta», y de un lugar apropiado para dicha construcción, la ciudad de Gante decidió ceder los vestigios a la ASBL Stichting Monumenten en Landschappen (Fundación para los Monumentos y Paisajes) con vistas a la construcción del pabellón en Amberes.

## El «Horta Grand Café» de Amberes
En Amberes se lanzó un concurso para proyectos que integrasen los vestigios de la Casa del Pueblo en una nueva construcción. El concurso lo ganó la Cervecería Palm (Palm Breweries) con su proyecto «Horta Grand Café», diseñado por Willy Verstraete, el mismo arquitecto que realizó el Parlamento Flamenco.
El «Horta Grand Café» abrió sus puertas en septiembre de 2000: las forjas de la Casa del Pueblo de Bruselas decoran ahora la  "Salle Art Nouveau".

## Otros elementos salvados
El astrónomo francés Jean Delhaye también defendió la obra de Horta: se salvaron algunas vidireras y elementos de forja, que desde 1993 decoran la estación «Horta» del premetro de Bruselas.